# Pezzatura
Pezzatura è il termine utilizzato in agricoltura per individuare le varie classi di diversificazione nell'ambito di una stessa specie coltivata.
Tale diversificazione è basata principalmente sul peso e sul diametro; ad esempio, una pesca può avere un  diametro di otto centimetri e peso superiore ai duecento grammi ed essere assegnata ad una pezzatura AAA; oppure può avere un diametro di sette centimetri ed avere classe di pezzatura AA, con peso compreso fra centottanta e duecento grammi. Si può giungere alla pezzatura più bassa, la D o la E, con diametro di cinque centimetri e peso inferiore ai settanta grammi.
Le pezzature vengono ricavate tramite apposite macchine, dette "calibratrici", capaci di separare secondo diverse modalità (dipendenti dalle caratteristiche costruttive della macchina) i vari "calibri" o pezzature. Questo ovviamente è possibile solo per la frutta e gli ortaggi non a foglia come pomodori, peperoni, melanzane, ecc. Per gli ortaggi a foglia il procedimento è diverso poiché la conformazione morfologica eterogenea (si pensi ad una pianta di lattuga o un cavolfiore) non permette una separazione meccanica delle pezzature che pertanto deve avvenire manualmente con notevole aumento dei costi.